# Rudolf Buchbinder
Rudolf Buchbinder (Litoměřice, Checoslovaquia, 1 de diciembre de 1946) es un pianista clásico austriaco.

## Biografía
Se inició en el piano como un niño prodigio; con solo cinco años de edad se convirtió en alumno de la Academia de Música de Viena. En esta ciudad dio su primer concierto en 1956, es decir, a los nueve años. En 1958 Buchbinder comienza a estudiar con Bruno Seidlhofer en la Universidad de Música y Arte Dramático de Viena.
Casi de inmediato, comenzó a tocar música de cámara, siendo integrante del trío “Wiener”, el cual obtuvo en 1961 un primer premio en esta área. En 1962 se le concedió el máximo laurel en el concurso “Dinu Lipatti” y una mención especial en el “Van Cliburn”. En 1965 hizo una gira en América del Norte y América del Sur.
El repertorio de Buchbinder es muy extenso, desde los “clásicos” hasta los compositores del siglo XX. De todas maneras su orientación se basa en los románticos, especialmente Beethoven.
Hay que destacar la interpretación del ciclo completo de las 32 sonatas de Beethoven en 40 ciudades europeas, de los Estados Unidos y también en Buenos Aires. El periódico alemán “Frankfurter Allgemeine Zeitung” dijo en relación con la grabación que hizo Buchbinder de la versión completa de las sonatas de Beethoven que era, “uno de los registros más importantes de los días actuales”.
Buchbinder también ha hecho el trabajo de recopilar 18 colecciones completas de este compositor, de primeras ediciones y documentos originales.
Una de las particularidades de Rudolf Buchbinder es que prefiere hacer grabaciones en directo, en pleno concierto. De esta forma registró con la Orquesta Sinfónica de Viena los 27 conciertos para piano y orquesta de Mozart en 9 CD. En 1999, considerado como el año de “Johann Strauss”, este pianista austriaco estrenó un CD titulado “Waltzing Strauss”. Sus registros de música de cámara con músicos consagrados como Josef Suk y János Stárker son de gran valor musical. Con este último llevó al CD las sonatas completas para piano y violonchelo de Beethoven y Brahms.
Para la etiqueta Teldec grabó la música completa del teclado de Haydn, todas las sonatas y las variaciones de piano de Beethoven, todas las obras principales de piano de Mozart, y los dos conciertos de piano de Brahms con Harnoncourt y la Orquesta Real de Concertgebouw de Ámsterdam. Dos veces grabó los conciertos de piano de Beethoven, con la Orquesta Sinfónica de Vienna para el sello Presier en 2007, y con la Orquesta Filarmónica de Viena para Sony en 2011; este ciclo fue grabado en vivo en un concierto y su lanzamiento fue en CD y en DVD.
Probablemente sea la única persona que ha grabado la segunda parte por completo de Vaterländischer Künstlerverein, que consiste en 50 variaciones de un vals por Anton Diabelli, por 50 compositores diferentes. También ha grabado las variaciones de Diabelli (Diabelli Variations, la cual fue compuesta en la primera parte de la misma antología).
Ejecutó en primera audición la obra de Gottfried von Einem, “Vermutungen über Lotti”, en 1984, como también de Martín Christoph Redel su “Concierto para piano y orquesta `Rondance`”, en 1991, y de Gerhard Wimberger el “Concierto para piano Nº 2”, en 1984.
En 1996 ganó un premio especial otorgado en la Competencia Internacional de Piano en Van Cliburn. También ha hecho giras con la Orquesta Filarmónica de Viena y como solista.
También enseñó piano en la Academia de Música de Basilea.
En 2009, Buchbinder fue protagonista del documental ganador de premio, alemán-austriaco, Pianomania que trataba de afinadores de piano de Steinway & Sons. El documental fue dirigido por Lilian Fanck y Robert Cibis. Tuvo su estreno en América del Norte donde tuvo comentarios positivos por The New York Times, así como en Asia y en Europa como parte del catálogo del Instituto Goethe.

## Estilo interpretativo
Se trata de un pianista de gran envergadura, de magnífica solidez interpretativa, que se concentra emocionalmente en sus ejecuciones, dejando de lado toda espectacularidad.
De su visión de la interpretación ha dicho: "mi concepto de la tradición es que las malas tradiciones deben ser abolidas, destruidas. Las buenas tradiciones se mantienen vivas, adaptándose al paso del tiempo y los cambios en las condiciones sociales, políticas y culturales. En este sentido más amplio se debe entender la profesión artística, que es una tradición de cientos de años de siempre cambiante e ininterrumpida historia, en la que los cambios son injertados con facilidad. Ser artista significa para mí en primer lugar ser un intérprete. El estudio es un requisito previo para la existencia de un pianista. El ejercicio diario es un compañero de viaje de toda la vida del pianista. No obstante ser un artista requiere un salto cualitativo, entrar en la música, entender a los compositores, enfrentarse a lo que han escrito, posiblemente hasta transfigurarlo."

## Festival Internacional Cervantino
En 2015 participó en el Festival internacional Cervantino en México en el Templo de la Valenciana ubicado en Guanajuato. Participa en la categoría de Música de Cámara y Solistas donde durante los cinco días (9 a 13 de octubre) presenta las 32 sonatas para piano de Beethoven divididos en 7 programas.

## Condecoraciones y premios
- 1961: Primer premio en la Competencia internacional en Múnich, división "Tercina de Piano"
- 1970: Premio de interpretación de Mozart por el ministro austriaco de Educación y Artes
- 1977: Grand Prix du Disque por la obra completa de piano de Joseph Haydn
- 1989: Decoración austriaca por Ciencia y Arte[7]
- 1992: Miembro de honor de la sinfonía de Viena
- 1994: Miembro de honor de Carithian Summer
- 1995: Decoración austriaca por Ciencia y Arte, primera clase[8]
- 1996: Gran mérito por la Provincia de Salzburgo
- 1996: Decoración mayor de Oro por Carinthia
- 1996: Bruckner Ring por Vienna Konzerthaus
- 1996: Medalla de oro por los servicios en la ciudad de Viena
- 1999: condecoración mayor de oro por Austria Menor
- 2003: condecoración mayor de oro por los servicios en la república de Austria[9]
- 2004: Medalla de Oro de Salzburgo
- 2007: Medalla de Oro de Viena
- 2008: Miembro de honor de la Sociedad de Amigos de Música en Viena
- 2010: Premio de turismo por el estado de Austria Menor por su obra de turismo musical en Grafenegg
- 2011: Medalla al Mérito Cultural «Gloria Artis»[10]
- 2012: Echo Klassik en Alemania, premio musical por ser Instrumentalista del Año (piano) y por el álbum Beethoven: The Sonata Legacy lanzado por RCA Red Seal/Sony